# Anfilóquio de Antioquia
Anfilóquio (em latim: Amphilochius) foi um obscuro bispo de Antioquia entre 263 e 267, depois de Demétrio e antes de Paulo. A maioria das listas nem sequer o citam e iniciam o reinado de Paulo em 260.